# Усех
Усех (егип. wsḫ «широкий») — древнеегипетское широкое ожерелье-воротник с несколькими рядами бусин и иногда с фигурными изображениями-символами по краям.

## Появление
Изначально ожерельем фараон награждал своих подчинённых. С периода Среднего царства усех становится предметом погребального культа и дополняет антропоморфные саркофаги и мумии. В 158 речи «Книги мёртвых» сказано:

«Усех из золота, положенный в день похорон на шею преображенца».

Со стороны спины обычно крепился противовес менит.
Богиня Баст носит усех на груди как щит, а кошки также могли изображаться с эгисами (др.-греч. αἰγίς). Поэтому ошибочно Баст считалась символом эгиса, хотя термин первоначально обозначал щит греческих богов Зевса и Афины.

## Значение
Усех рассматривался как символ защиты и упоминался в ритуалах отверзения уст и обряжения божественных статуй. В храме Абидоса Сети I в зале Ра-Хорахте имеется изображение фараона, подносящего богам ожерелья и пекторали. Вероятно, этот ритуал был частью богослужения. Усех также мог напоминать Атума, который обнял Шу и Тефнут, чтобы сообщить им свою Ка. Поэтому надевание усеха символически было равносильно прикосновению рук бога. Таким образом, усех имело то же значение, что и стервятник с распростёртыми крыльями на саркофаге Тутмоса I.
Со времён Нового царства усех появляется и в виде амулетов (что сегодня обозначается греческим понятием эгис/эгида) с головой бога, животного или фараона. Однако такие амулеты чаще изображают женские божества. В ряде случаев изображались божественные пары, например объединённые Онурис и Тефнут. Такие усехи встречаются не только с мумиями, но также как звенья цепи, кольца и серьги. Также изготавливались небольшие амулеты для мёртвых.
Изображение голов богов с усехом уже встречались на штандартах и форштевнях кормы божественной лодки, чтобы оберегать культовые статуи, выносимые во время праздничных процессий за пределы храмов.Таким образом, эгис символизировал божество, а усех был лишь украшением.

## Галерея
- Нанизывание и просверливание бусин. Факсимиле из гробницы Рехмира (TT 100), ок. 1504 –1425 годы до н.э.
- Заупокойная маска Туйи из гробницы KV44, XVIII династия (XIV век до н.э.), Каирский музей
- Лодка с эгисом в храме Эдфу
- Остракон с изображением лодки и эгисами на её штевнях. XIX династия (ок. 1192-1186 годы до н.э.). Новый музей Берлина
- Астрономический зал Рамессеума, Фивы. Жрецы несут барку с эгисами
- Мумия Птолемеевского периода III-II века до н., Лувр, Париж